# Hygiainon (Maler)
Hygiainon (auch Hygiaenon) war ein antiker griechischer Maler, der wahrscheinlich in der ersten Hälfte des 7. Jahrhunderts v. Chr. tätig war.
Hygiainon ist heute nicht mehr durch überlieferte Werke, sondern einzig aufgrund der Erwähnung in der naturalis historia Plinius des Älteren bekannt. Dort wird er neben Charmadas und Deinias als einer der ältesten griechischen Maler erwähnt. Er soll noch monochrom (einfarbig) gearbeitet haben und noch nicht wie etwa zeitgleiche Maler wie Eumares von Athen die Haut der Dargestellten schon nach Geschlecht differenziert farblich hervorgehoben haben, wie es auch zur Mitte des Jahrhunderts in der Vasenmalerei eingeführt wurde.